# Tunnel Punta Olímpica
Le tunnel Punta Olímpica est un ouvrage d'art péruvien situé dans la cordillère Blanche, dans les Andes, permettant de connecter deux zones de la région d'Ancash, le Callejón de Huaylas et la zone de Conchucos. Le tunnel traverse la ligne de partage des eaux continentale délimitant les bassins versants Atlantique et Pacifique de l'Amérique du Sud. Culminant à 4 735 m d'altitude, il s'agit du plus haut tunnel routier du monde. C'est aussi le plus long du Pérou (1 384 m).